# Toalettborste

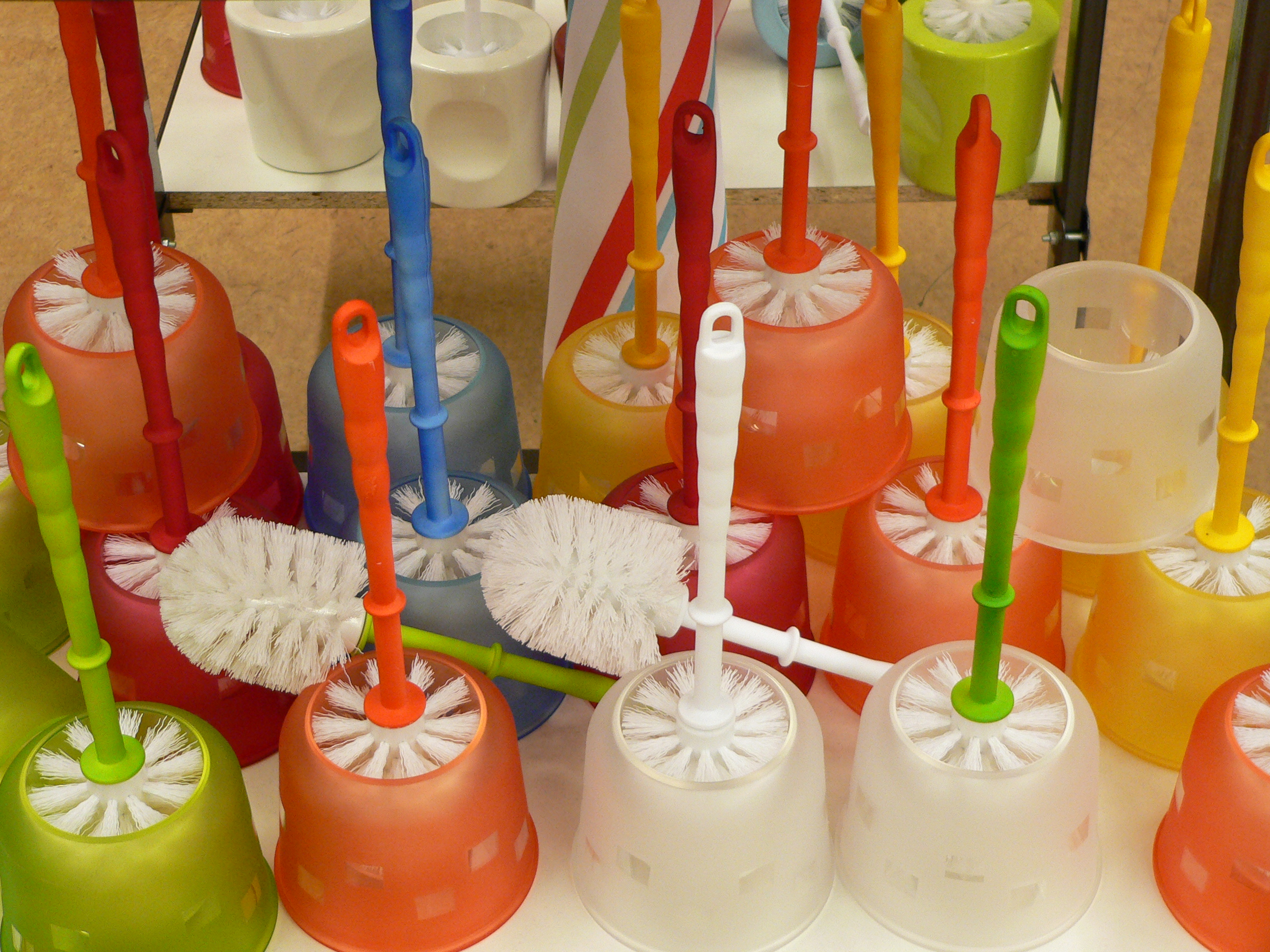
Toalettborstar i olika färger.

En toalettborste, även toaborste, är ett hushållsredskap avsedd för rengöring av toalettskålen (även kallad wc-skål). Den används i allmänhet tillsammans med såpa eller kemiska rengöringsmedel. På marknaden finns särskilda rengöringsmedel avsedda för toaletter.
Toalettborsten kan användas för att rengöra toalettens övre delar runt i skålen. Däremot kan den inte användas för att tvätta djupt i skålens böjning till vattenlåset och borsten är inte heller utformad för att tvätta toalettsitsen.
I vissa kulturer är det oartigt att inte omedelbart tvätta bort biologiskt avfall, med toalettborsten.[källa behövs]
En typisk toalettborste har en topp med grova borsthår och är vanligtvis rund till formen samt följs av ett långt skaft. Toalettborstar tillverkas nästan alltid av plast men ursprungligen användes trä med svinborstar eller hår från hästar, oxar, ekorrar och grävlingar. Borsten förvaras normalt i en hållare men i sällsynta fall är den helt gömd i ett rör. Toalettborsten i plast uppfanns 1932 av William C. Schopp och patenterades av Addis Brush Company 1933.
En elektrisk toalettborste skiljer sig något från den vanliga toalettborsten. Borstarna fästs på rotorn i en motor, vilket fungerar på samma sätt som en elektrisk tandborste. Strömförsörjningen är ansluten utan metallisk kontakt via elektromagnetisk induktion.
Formgivningen av toalettborstar har i början av 2000-talet ofta fokuserat på ergonomisk utforning. Andra designförändringar inkluderar hållare som knäpper igen runt borsthåren och på så vis förhindrar utsläpp av lukter och bakterier.